# Барвинский, Осип Григорьевич
Осип Григорьевич Барвинский (укр. Осип Григорович Барвінський; псевдонимы и криптонимы — Осип Б., Ос. Б., Й. Б-ский, И. Григорович, М. Нетяга; 29 сентября 1844, с. Шляхтинцы, Австрийская империя — 8 февраля 1889, с. Сервиры, Австро-Венгрия) — украинский священник и писатель.
Сын Григория Барвинского. Брат Владимира, Ивана, Ипполита и Александра Барвинских.

## Биография
В 1866 г. окончил Тернопольскую гимназию, в 1871 г. — духовную семинарию во Львове. C 1871 г. был священником в селе Остров возле Тернополя, затем на Зборовщине — в Плеснянах и Гарбузове, Сервирах (1878—1889).

## Литературная деятельность
В период обучения в духовной семинарии печатался во львовских газетах «Правда», «Дело», «Нива», «Венок». В издательстве «Просвита» вышли его популярные книги и статьи с советами для крестьян на хозяйственные темы.
Автор трагедии «Павел Полуботок, наказной гетман Украины» (Львов, 1887) и драмы «Черниговка» по повести Н. Костомарова (отрывок 5-го действия пьесы и биография Барвинского опубликованы: Тернополь. — 1993. — № 3).
Незавершёнными остались пьесы «Тимофей Хмельницкий», трилогия «Иван Выговский», в рукописи — историческая повесть «За правду и волю».
Автор поэмы «Гаврилова совет», рассказов, научных трудов.
Перевёл и издал сербские народные песни «Косово Поле» и «Сон царицы Костыли» (1873, 1875).
Сделанные им записи народных песен (казацких и бурлацких — в Шляхтинцах) опубликованы в сборнике «Русско-народные галицкие мелодии» П. Бажанского (1905—1907) и хранятся в ЛНБ.